# Ekliptikscheibe
Eine Ekliptikscheibe dient in früheren astronomischen Instrumenten zur 3D-Darstellung der Ekliptik, der scheinbaren Jahresbahn der Sonne durch den Sternhimmel. Die räumliche Lage der Ekliptik mit ihrer zum Himmelsäquator um 23,5° geneigten Ebene wird so dem Betrachter leichter verständlich.
Ekliptikscheiben wurden im Lauf der Jahrhunderte in vielerlei Geräte eingebaut, insbesondere in Armillarsphären und Himmelsgloben. In neuerer Zeit sind sie wieder bei manchen Sternführungen in Gebrauch gekommen.

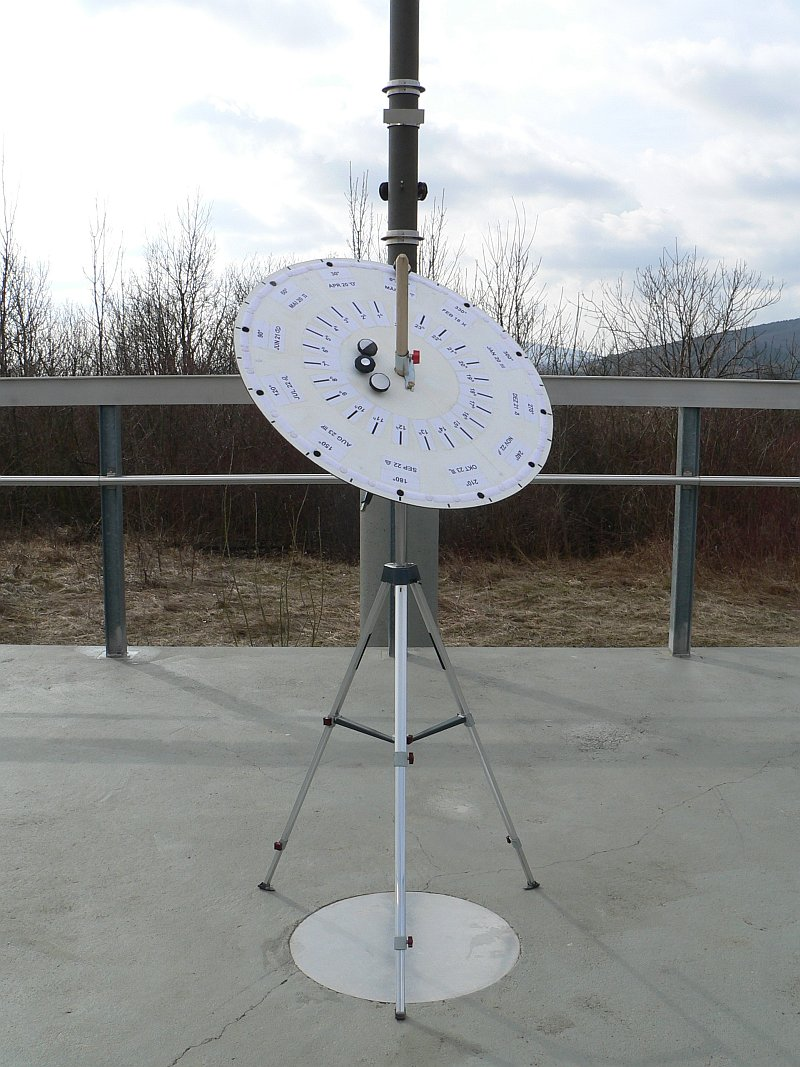
Ekliptikscheibe im Sterngarten Georgenberg (Wien 23), Frühlingsbeginn zu Mittag, Blick nach Süden

## Ekliptikscheibe nach H. Mucke
Für Sonnen- und Sternführungen des Österreichischen Astrovereins wurde 2008 von Hermann Mucke eine Ekliptikscheibe entworfen, auf der neben der Sonne auch die Position des Mondes und der Planeten dargestellt werden kann. Auf einem Stativ montiert und je nach Datum und Uhrzeit richtig orientiert, zeigt sie die räumliche Lage der Ekliptik, was die astronomische Didaktik um eine auch für Laien leicht zu begreifende Methode ergänzt.
Die Scheibe wird vor allem im Sterngarten am Georgenberg (Wien 23) verwendet und ist mit etwa 20 kg noch transportabel. Die Örter von Mond und Planeten werden nach den Koordinaten im Astronomischen Jahrbuch eingestellt. Im Fall der Venus lässt sich der helle Planet bei klarer Sicht sogar am Taghimmel finden.
Für raschen Umbau und einfachere Handhabung wurde auch eine etwas kleinere Ausführung hergestellt.